# بلنو (كورنوال)
بلنو (بالإنجليزية: Bolenowe)‏ هي قرية تقع في المملكة المتحدة في كورنوال.